# Територіальне море України
Територіа́льне мо́ре України, або акваторія, яка є продовженням Української території в морі, — прибережні морські води завширшки 12 морських миль, відлічуваних від лінії найбільшого відпливу як на материку, так і на островах, що належать Україні, або від прямих вихідних ліній, що з'єднують відповідні точки. Загальна площа цих вод — 29 454 км². 
Географічні координати цих точок затверджуються в порядку, визначеному Кабінетом Міністрів України.
В окремих випадках інша ширина територіального моря України може встановлюватися міжнародними договорами України, а у разі відсутності договорів — відповідно до загальновизнаних принципів і норм міжнародного права.
По морю Україна межує з Румунією і Росією. Українсько-румунський кордон на заході продовжується з лінії на суходолі в Чорне море на віддаль 33 кілометри від берега, далі, (доколи не поверне на північ, обгинаючи на півдні острів Зміїний), він є межею українських територіальних вод і румунської економічної зони. Повернувши на північ, наш морський кордон є межею між державною територією (доцільніше сказати акваторією) та винятковою економічною зоною України, він огинає контури українського узбережжя аж до Керченської протоки, дотримуючись віддалі в 22224 метри від берега. В східній частині Чорного моря південніше Керченської протоки він зустрічається з межею російських акваторій в Чорному морі. Українсько-російський кордон починається з точки, де зустрічаються економічні зони і територіальні води України і Росії, далі йде в напрямку на північ (до південних рубежів протоки), де є межею територіальних вод України і Росії (22.5 км). Потім лінія українсько-російського кордону продовжується в Керченській протоці і Азовському морі, але ця межа там вже розділяє не територіальні води України і Росії, а внутрішні води обох держав. Загальна довжина морського кордону України становить 1355 км, з них по Чорному морі — 1056,5 км.
В територіальних водах України розташовані такі острови: Березань, Бирючий острів, Джарилгач, Зміїний, Тендрівська коса. Біля берегів, за винятком чорноморського узбережжя Криму на південь від середини Каркінітської затоки, вода взимку може покриватися нерухомою кригою. Глибина в основному становить 0 — 200 метрів, тільки південніше Південно-Східного Криму (в районі південніше Алушти) глибини сягають 1500—2000 метрів.

## Зміни внаслідок агресії Росії
У березні 2014 р. Росія розпочала війну з Україною та анексувала Кримський півострів. Хоча Україна та світ цього не визнали, але Росія владнала на свій розсуд кордони територіальних вод та економічних зон. Позбавивши Україну частини її територіальних вод навколо Кримського півострова в Чорному морі.